# Martinshardt
Die Martinshardt ist ein 608,5 m hoher Berg im nördlichen Siegerland. Sie ist Teil des ehemaligen Müsener Bergbau-Reviers.

## Lage
Die Martinshardt liegt ostsüdöstlich des Kindelsbergs im Kreis Siegen-Wittgenstein in Nordrhein-Westfalen. Martinshardt, Kindelsberg (618 m) und Hoher Wald (655 m) bilden den Gebirgsstock Müsener Horst, der sich weithin sichtbar als westlicher Ausläufer des Rothaargebirges erhebt. Die Martinshardt ist umgeben von den Ortschaften Müsen (nordöstlich), Dahlbruch und Kredenbach (südlich), und Ferndorf (westlich), sie dominiert das westliche Ferndorftal mit der Bundesstraße 508.

## Bergbau
Rund um die Martinshardt finden sich Überreste der jahrhundertelangen Siegerländer Bergbaugeschichte:

### Grube Stahlberg
Unterhalb der Martinshardt liegt der Stahlberger Stock. Er versorgte die Hütten des nördlichen Siegerlandes mit Roheisen, Blei, Zink, Kupfer und Silber. Die Grube Stahlberg, auf der Müsener Seite der Martinshardt gelegen, war zeitweise die größte Grube der Region. Sie wurde von Müsen aus mit dem Erbstollen erschlossen, von Kreuztal aus mit dem Kronprinz-Friedrich-Wilhelm-Erbstollen. 1931 wurde die Grube stillgelegt. Ende der 1970er Jahre wurde auf dem Gelände der Grube Stahlberg ein Feriendorf errichtet.

### Wilder Mann
Neben der Grube Stahlberg lag die Grube Wilder Mann. Sie wurde 1911 geschlossen. Das Grubengelände ist bis heute durch große Abraumhalden erkennbar. Vor dem früheren Gasthaus „Wilder Mann“ beginnt ein Grubenlehrpfad.

### Müsener Klippen
Westlich der Grube Wilder Mann befinden sich die Müsener Klippen: gezackte Felsen aus erzfreiem Gestein, ein Zeugnis des mittelalterlichen Bergtagebaus.

### Grube Brüche
Die Grube Brüche liegt am südlichen Ende der Martinshardt zwischen Müsen und Kredenbach. Sie war von 1722 bis 1891 und von 1931 bis 1941 in Betrieb. Die ursprünglich 40 Meter tiefen Tagebaue wurden 1964 zugesprengt.

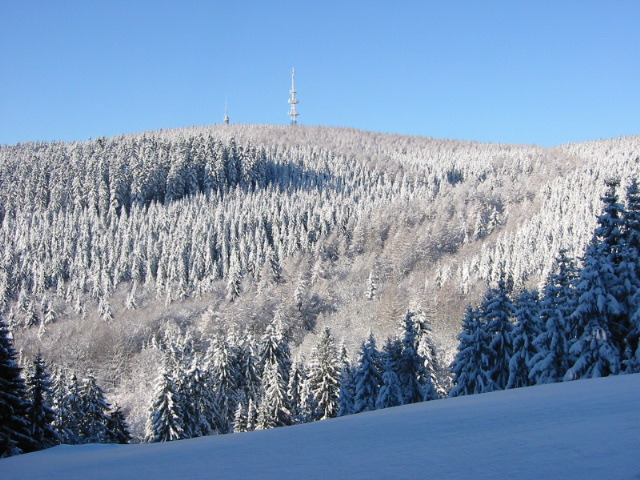
Blick von der Martinshardt zum Kindelsberg

## Sonstiges
Auf dem Gipfel der Martinshardt befindet sich ein Gipfelkreuz. Rund um die Martinshardt führen mehrere markierte Wanderwege. Ausgangspunkt für Wanderungen sind neben den Talorten die höher gelegenen Parkplätze am Kindelsberg, am Altenberg oder an der Bernhard-Weiss-Klinik in Kredenbach. Am Übergang zum Kindelsberg befindet sich der Hesse Stein, ein Gedenkstein für die Haubergs-Vorsteher Elias und Wilhelm Wurmbach.
Im Januar 2007 richtete der Orkan Kyrill schwere Schäden im Wald an.